# Фёкла (супруга Михаила II)
Фёкла (греч. Θέκλα; VIII век, Армениакон — около 823, Константинополь) — византийская императрица, первая супруга императора Михаила II Травла.

## Биография
Происходила из знатного армянского рода. Вероятно была дочерью стратега Вардана Турка и Домники. Родилась в феме Армениакон. В 801 или 803 году состоялась помолвка с Михаилом Аморейским. В 803 году, когда Вардан поднял мятеж против императора Никифора I, Михаил изменил тестю, перейдя на сторону императорских войск. Это спасло Фёклу от монастыря, куда сослали Турка и его семью. После этого Фёкла и Михаил поженились и в 813 году у них родился сын Феофил.
В 820 году муж Фёклы поднял восстание, в результате которого был свергнут император Лев V. После этого Михаил и Фёкла были провозглашены императором и императрицей. Приблизительно в 823 году Фёкла внезапно умерла.
Через два года Михаил забрал из монастыря дочь императора Константина VI Евфросинию и женился на ней.